# Paula Creamer
Paula Caroline Creamer (Mountain View, 5 augustus 1986) is een Amerikaanse golfprofessional die golft op de LPGA Tour.

## Loopbaan
In begin van de jaren 2000 won Creamer tijdens haar golfcarrière bij de amateurs 19 nationale golftoernooien, inclusief 11 toernooien bij de American Junior Golf Association, een Amerikaanse golfbond bij de junioren.
In 2005 debuteerde Creamer op de LPGA Tour en in haar eerste golfseizoen behoorde ze meteen bij de top nadat ze twee golftoernooien won dat jaar. Ze won de Sybase Classic en de Evian Masters. Later won ze nog enkele golftoernooien op de LPGA waarvan een major. Het major dat ze won was het US Women's Open op 11 juli 2010.
In 2005 golfte Creamer enkele golftoernooien op de LPGA of Japan Tour en ze won daar de NEC Karuizawa 72 en de Masters GC Ladies.
Creamer was ook meermaals lid van het Amerikaanse golfteam op de Solheim Cup, de Women's World Cup of Golf en de International Crown.

## Persoonlijk leven
Sinds 2005 doet ze bijna jaarlijks mee aan "The First Tee", waar ze deelneemt aan enkele benefietwedstrijden, en geef af en toe golflessen bij de junioren. Op 26 december 2013 kondigde Creamer haar verloving met Derek Heath aan.

## Prestaties

### Professional
LPGA Tour
| Nr. | Datum            | Toernooi                                     | Score           | Score | Info                              |
| --- | ---------------- | -------------------------------------------- | --------------- | ----- | --------------------------------- |
| 1   | 22 mei 2005      | Sybase Classic                               | 69-68-71-70=278 | –6    | Eerste profzege                   |
| 2   | 23 juli 2005     | Evian Masters                                | 68-68-66-71=273 | –15   |                                   |
| 3   | 17 februari 2007 | SBS Open at Turtle Bay                       | 67-70-70=207    | –9    |                                   |
| 4   | 11 november 2007 | The Mitchell Company Tournament of Champions | 67-65-68-68=268 | –20   |                                   |
| 5   | 23 februari 2008 | Fields Open in Hawaii                        | 66-68-66=200    | –16   |                                   |
| 6   | 4 mei 2008       | SemGroup Championship                        | 70-71-69-72=282 | –2    | Won de play-off van Juli Inkster  |
| 7   | 13 juli 2008     | Jamie Farr Owens Corning Classic             | 60-65-70-73=268 | –16   |                                   |
| 8   | 5 oktober 2008   | Samsung World Championship                   | 68-74-68-69=279 | –9    |                                   |
| 9   | 11 juli 2010     | US Women's Open                              | 72-70-70-69=281 | –3    |                                   |
| 10  | 2 maart 2014     | HSBC Women's Champions                       | 67-73-69-69=278 | –10   | Won de play-off van Azahara Muñoz |

| major |

LPGA of Japan Tour
- 2005: NEC Karuizawa 72, Masters GC Ladies

## Teamcompetities
Amateur
- Curtis Cup ( USA): 2004 (winnaars)
- Espirito Santo Trophy ( USA): 2004
- Junior Solheim Cup ( USA): 2002 (winnaars), 2003

Professional
- Lexus Cup (Internationale Team): 2005 (winnaars), 2006, 2008 (winnaars)
- Solheim Cup ( USA): 2005 (winnaars), 2007 (winnaars), 2009 (winnaars), 2011, 2013
- World Cup ( USA): 2006
- International Crown ( USA): 2014